# Methoxygruppe
| Methoxygruppe |
| --- |
| Verschiedene Schreibweisen der blau-markierten Methoxygruppe. R = Organyl-Rest. |
| Beispiele von Molekülen mit einer blau-markierten Methoxygruppe, oben, von links nach rechts Methanol und tert-Butylmethylether, unten Essigsäuremethylester (Methylacetat) und ein Methoxylat-Anion. |

Die Methoxygruppe ist eine der einfachsten Atomanordnungen in der organischen Chemie, die eine Methylgruppe um ein Heteroatom (Sauerstoff) ergänzt. Die Formel des Substituenten lautet –OCH3, teilweise auch als –OMe geschrieben.
Die Methoxygruppe ist keine eigenständige chemische Substanz, sondern stets Teil eines größeren Moleküls (siehe Abbildung). Das kleinste Molekül mit dieser Gruppe ist Methanol, das aber als Alkohol mit einer Hydroxygruppe angesehen wird.
Ist die Methoxygruppe mit dem Molekülrest (R) über ein Kohlenstoffatom der Oxidationsstufe ≤ (+ 1) gebunden, so zählen diese Stoffe formal als Ether und können unter dem Begriff Methylether zusammengefasst werden. R sind dabei üblicherweise Alkyl- oder Aryl-Reste. Das einfachste Beispiel eines Methylethers ist der Dimethylether, aber auch Ethylmethylether, tert-Butylmethylether oder Methoxybenzol (Anisol) gehören dazu.

## Eigenschaften
Wird ein Wasserstoffatom in einem Alkan durch eine Methoxygruppe ersetzt, erhöht sich die Polarität und die Reaktivität. So werden Ether mit wässrigen Säuren und höheren Temperaturen in Alkohole gespalten.
Eine Methoxygruppe hat als Erstsubstituent einen mäßig aktivierenden und in ortho (neben) oder para (gegenüber) dirigierenden Effekt bei der elektrophilen aromatischen Substitution (+M-Effekt).